# Chatkhil
Chatkhil (en bengali :চাটখিল) est une upazila du Bangladesh dans le district de Noakhali. En 2011, on y dénombrait 233 075 habitants.